# 日月潭蔺
日月潭蔺（学名：Eleocharis ochrostachys），又名假马蹄，为莎草科荸荠属下的一个种。

## 扩展阅读
- 維基物種上的相關：日月潭蔺